# Bendungan (Cilegon)
Bendungan is een bestuurslaag in het regentschap Cilegon van de provincie Banten, Indonesië. Bendungan telt 8013 inwoners (volkstelling 2010).